# Nippo-Vini Fantini-Faizanè
A Nippo-Vini Fantini-Europa Ovini (código UCI: NIP), é uma equipa ciclista profissional italiana de categoria Profissional Continental.
Foi criado para a temporada 2011 com o nome D'Angelo & Antenucci-Nippo, depois de fundir-se as equipas Centri della Calzatura-Cavaliere de Itália e o Team Nippo de Japão. A primeira temporada a equipa foi registada em Itália, mas depois da desvinculação da empresa italiana D'Angelo & Antenucci em 2012, a equipa foi registada em Japão.
Em 2014 chegou como principal patrocinador a adega italiana Farnese, com sua marca Fantini como principal patrocinador. Assim a equipa passou a se denominar Vini Fantini-Nippo.
Em 2015, a formação deu o salto à categoria Profissional Continental, além de mudar a licença novamente a Itália.

## Corredor melhor classificado nas Grandes Voltas
| Ano  | Giro de Itália          | Tour de Françe | Volta a Espanha |
| ---- | ----------------------- | -------------- | --------------- |
| 2008 | -                       | -              | -               |
| 2009 | -                       | -              | -               |
| 2010 | -                       | -              | -               |
| 2011 | -                       | -              | -               |
| 2012 | -                       | -              | -               |
| 2013 | -                       | -              | -               |
| 2014 | -                       | -              | -               |
| 2015 | 49.º Alessandro Bisolti | -              | -               |
| 2016 | 44.º Damiano Cunego     | -              | -               |
| 2017 | -                       | -              | -               |

## Classificações UCI
Em sua primeira participação nos Circuitos Continentais UCI, conseguiu puntuar em vários deles como o UCI Europe Tour Ranking, UCI America Tour Ranking, UCI Asia Tour Ranking e UCI Africa Tour Ranking.
| Temporada               | Classificação por equipas | Melhor corredor      | Posição |
| 2010-2011(Africa Tour)  | 13º                       | Bernardo Riccio      | 79º     |
| 2010-2011(America Tour) | 14º                       | Miguel Ángel Rubiano | 72º     |
| 2010-2011(Asia Tour)    | 10º                       | Miguel Ángel Rubiano | 34º     |
| 2010-2011(Europa Tour)  | 17º                       | Fortunato Baliani    | 28º     |
| 2011-2012(America Tour) | 5º                        | Maximiliano Richeze  | 2º      |
| 2011-2012(Ásia Tour)    | 4º                        | Maximiliano Richeze  | 9º      |
| 2011-2012(Europe Tour)  | 59º                       | Maximiliano Richeze  | 82º     |
| 2012-2013(Africa Tour)  | 13º                       | Fortunato Baliani    | 76º     |
| 2012-2013(Asia Tour)    | 2º                        | Julián Arredondo     | 1º      |
| 2012-2013(Europe Tour)  | 70º                       | Leonardo Pinizzotto  | 271º    |
| 2013-2014(Europe Tour)  | 24º                       | Grega Bole           | 19º     |
| 2013-2014(Asia Tour)    | 8º                        | Grega Bole           | 7º      |
| 2013-2014(Africa Tour)  | 20º                       | Willie Smit          | 102º    |
| 2015(Europe Tour)       | 41º                       | Damiano Cunego       | 74º     |
| 2015(America Tour)      | 44º                       | Nicolas Marini       | 336º    |
| 2015(Asia Tour)         | 4º                        | Nicolas Marini       | 12º     |
| 2016(America Tour)      | 47º                       | Damiano Cunego       | 441º    |
| 2016(Asia Tour)         | 6º                        | Grega Bole           | 54º     |
| 2016(Europe Tour)       | 29º                       | Grega Bole           | 81º     |
| 2017(America Tour)      | 30º                       | Marco Canola         | 96º     |
| 2017(Asia Tour)         | 5º                        | Marco Canola         | 6º      |
| 2017(Europe Tour)       | 13º                       | Marco Canola         | 13º     |

## Palmarés

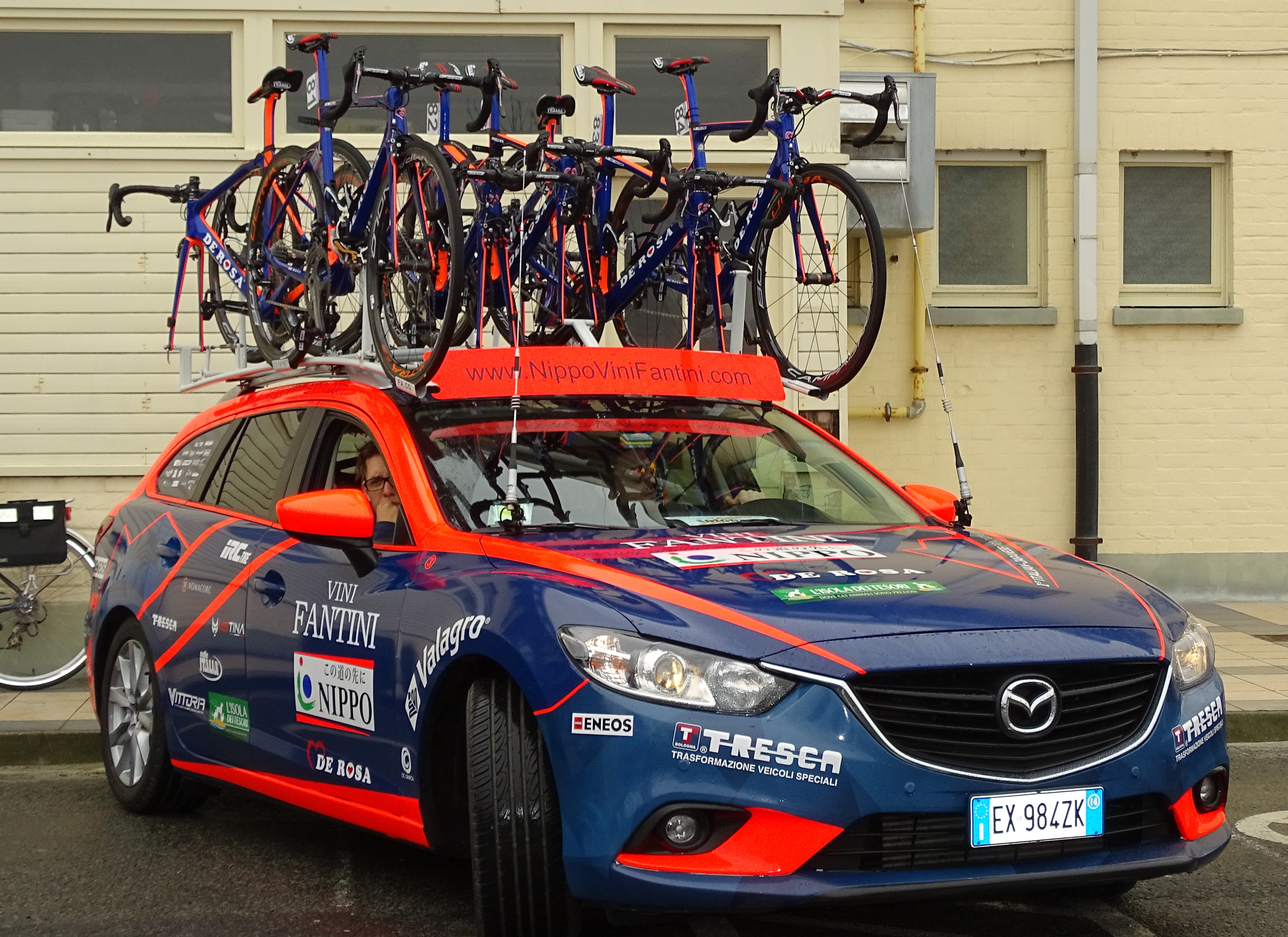
Veículo da equipa.

Para anos anteriores, veja-se Palmarés do Nippo-Vini Fantini-Europa Ovini

### Palmarés 2018

#### Circuitos Continentais UCI
| Datas       | Circuito                | Corridas                     | Vencedor             |
| 18 de abril | UCI Europe Tour de 2018 | 2.ª etapa do Tour de Croácia | Eduard-Michael Grosu |

#### Campeonatos nacionais
| Datas | Corridas | Vencedor |

## Elenco
Para anos anteriores veja-se: Elencos do Nippo-Vini Fantini-Europa Ovini

### Elenco 2018
| Corredor             | Nascimento | Nacionalidade | Equipa 2017                   |
| Nicola Bagioli       | 19/02/1995 |               | Nippo-Vini Fantini            |
| Joan Bou             | 16/01/1997 |               | Nippo-Vini Fantini (stagiare) |
| Marco Canola         | 26/12/1988 |               | Nippo-Vini Fantini            |
| Imerio Cume          | 29/10/1997 |               | Neoprofesional                |
| Damiano Cume         | 13/09/1993 |               | Nippo-Vini Fantini (stagiare) |
| Damiano Cunego       | 19/09/1981 |               | Nippo-Vini Fantini            |
| Eduard-Michael Grosu | 04/09/1992 | Roménia       | Nippo-Vini Fantini            |
| Sho Hatsuyama        | 17/08/1988 |               | Bridgestone Anchor            |
| Masakazu Ito         | 12/06/1988 |               | Nippo-Vini Fantini            |
| Marinho Kobayashi    | 01/07/1994 |               | Nippo-Vini Fantini            |
| Juan José Lobato     | 30/12/1988 |               | Team LottoNL-Jumbo            |
| Alan Marangoni       | 16/07/1984 |               | Nippo-Vini Fantini            |
| Hideto Nakane        | 02/05/1990 |               | Nippo-Vini Fantini            |
| Hiroki Nishimura     | 20/10/1994 |               | Nippo-Vini Fantini (stagiare) |
| Simone Ponzi         | 17/01/1987 |               | CCC Sprandi Polkowice         |
| Ivan Santaromita     | 30/04/1984 |               | Nippo-Vini Fantini            |
| Marco Tizza          | 06/02/1992 |               | GM Europa Ovini               |
| Kohei Uchima         | 08/11/1988 |               | Nippo-Vini Fantini            |
| Hayato Yoshida       | 19/05/1989 |               | Matrix-Powertag               |
| Filippo Zaccanti     | 12/09/1995 |               | Neoprofesional                |